# Anthrax submaculus
Anthrax submaculus är en tvåvingeart som beskrevs av Walker 1849. Anthrax submaculus ingår i släktet Anthrax och familjen svävflugor.
Artens utbredningsområde är Sierra Leone. Inga underarter finns listade i Catalogue of Life.